# Мзаб (язык)
Мзаб (также мзабский, тумзабт; англ. mzab, mzabi, mozabi, ghardaïa, m’zab; фр. mzabite, mozabite; араб. تومزابت‎ (mzabiyya); самоназвание — tumẓabt, tumzabt, tamzabit) — язык зенетской группы северноберберской ветви берберо-ливийской семьи, распространённый на севере центральной части Алжира (в пустыне Сахара) — главным образом в долине Мзаб. Язык берберской этнической группы мозабитов (англ. imẓabiyn, imzabiyan, beni-mzab), исповедующей ислам ибадитского течения. В речи жителей каждого из оазисов долины Мзаб отмечаются некоторые диалектные особенности. Численность носителей — около 150 000 человек (2007).
Письменность на мзаб развивается с использованием как арабской и латинской графики, так и на основе берберского алфавита тифинаг.

## Вопросы классификации
Язык мзаб входит в зенетскую языковую группу. Наиболее близок языкам уаргла и ригх, вместе с которыми мзаб составляет подгруппу мзаб-уаргла (в составе зенетской группы). К этой подгруппе могут также относить в основном по территориальному признаку — из-за распространения в одном регионе (в оазисах алжирской Сахары) — западносахарские языки гурара, туат, а также диалекты южного Орана, хотя они и не образуют с языками мзаб-уаргла генетического единства. Так, например, выделенные под общим названием тазнатит языки гурара, туат и южнооранские диалекты включены в состав подгруппы мзаб-уаргла в классификации, представленной в справочнике языков мира Ethnologue.

В классификации, опубликованной в работе С. А. Бурлак и С. А. Старостина «Сравнительно-историческое языкознание», мзаб вместе с языками ригх, уаргла и гурара выделены в оазисную подгруппу зенетских языков.

Британский лингвист Роджер Бленч (Roger Blench) включает в кластер мзаб-уаргла помимо языка мзаб также языки и диалекты гурара, уаргла, гардая, ригх (тугурт), сегхрушен, фигиг, сенхажа и изнасын.

## Ареал и численность

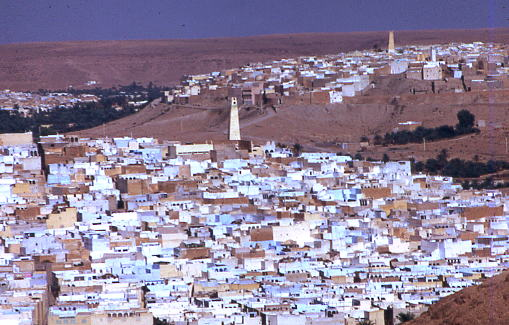
Город Гардая, который населяет основная часть носителей языка мзаб

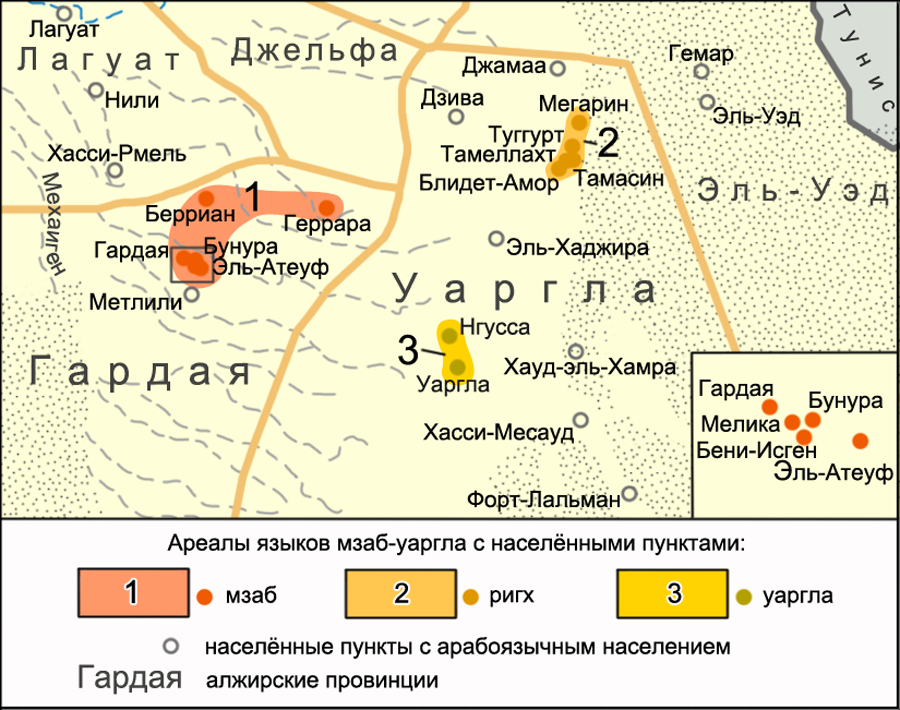
Ареал языка мзаб на карте распространения языков мзаб-уаргла

Ареал языка мзаб находится в пустынных районах на севере центральной части Алжира, прежде всего в долине Мзаб (на языке мзаб — Агхлан (Aghlan)) на территории округов Гардая, Берриан и Геррара в северо-восточной части провинции Гардая. Основная область распространения языка — город Гардая и его окрестности. Помимо этого небольшие общины мозабитов, отчасти сохраняющие родной язык, встречаются во многих городах Алжира. Ареал языка мзаб находится в окружении арабоязычных территорий (нередко мзабские деревни расположены чересполосно с арабскими). К северо-востоку от области распространения языка мзаб размещается ареал языка ригх, к востоку — ареал языка уаргла.
Численность говорящих составляет около 150 тыс. человек (2007). По данным сайта Joshua Project численность этнической группы мзаб — 264 000 человек. В «Атласе языков мира, находящихся под угрозой исчезновения» (Atlas of the World’s Languages in Danger) организации UNESCO приводятся оценочные данные по численности носителей языка мзаб от 100 до 150 тыс. человек, при этом отмечается, что численность населения почти полностью бербероязычного города Гардаи превышает 100 тыс. человек. Часть мозабитов (особенно за пределами долины Мзаб) говорит на арабском, французском и испанском. Большинство женщин — монолингвы.

## Диалекты
Мзаб включает семь диалектов (по числу оазисов), различия между которыми незначительны:
- диалект Гардаи (гардайский; англ. ghardaïa; самоназвание — tagherdayt от бербер. igherd «малый оазис»)[~ 1][7], численность носителей — около 110 тыс. человек;
- диалект Эль-Атеуфа (эль-атеуфский; el ateuf, el-atteuf; самоназвание — tajnint) в группе оазисов Гардая;
- диалект Бунуры (бунурский; bounoura; самоназвание — at bounour) в группе оазисов Гардая;
- диалект Бени-Изгена (бени-изгенский; beni isguen, béni-isguèn, izgen, beni-izgen; самоназвание — at isgen, at izgen) в группе оазисов Гардая;
- диалект Мелики (меликский; mélika; самоназвание — atemlichet) в группе оазисов Гардая;
- диалект Берриана (беррианский; berriane, beriane) в оазисе Берриан, в 39 км к северу от Гардаи;
- диалект Геррары (геррарский; guerara) в оазисе Геррара, в 67 км к востоку от Берриана, численность носителей — около 48 тыс. человек.